# Aberdeen Proving Ground
Aberdeen Proving Ground is een plaats (census-designated place) in de Amerikaanse staat Maryland, en valt bestuurlijk gezien onder Harford County. Het is een uitgestrekt gebied waar het Amerikaanse leger wapens, munitie en rollend materieel test.

## Demografie
Bij de volkstelling in 2000 werd het aantal inwoners vastgesteld op 3116.

## Geografie
Volgens het United States Census Bureau beslaat de plaats een oppervlakte van
31,0 km², waarvan 29,4 km² land en 1,6 km² water.

## Plaatsen in de nabije omgeving
De onderstaande figuur toont nabijgelegen plaatsen in een straal van 12 km rond Aberdeen Proving Ground.